# 1995 en arts plastiques
| Années des arts plastiques : 1992 - 1993 - 1994 - 1995 - 1996 - 1997 - 1998    |
| Décennies des arts plastiques : 1960 - 1970 - 1980 - 1990 - 2000 - 2010 - 2020 |

Cette page concerne l'année 1995 en arts plastiques.

## Décès
- 9 janvier : Maurice Albe, peintre, graveur et sculpteur français (° 15 janvier 1900),
- 10 janvier : Alexandre Serebriakoff, peintre, aquarelliste et décorateur russe puis français (° 7 septembre 1907),
- 18 janvier : Félix De Boeck, peintre belge (° 12 janvier 1898),
- 30 janvier : Meyer Lazar (né Marcel Lazarovici), peintre français (° 4 octobre 1923),
- 6 février : Cyril Constantin, peintre français (° 8 juin 1904),
- 13 février : Alberto Burri, plasticien, peintre et sculpteur italien (° 12 mars 1915),
- 15 février : Lucie Rivel, peintre française (° 24 avril 1910),
- 18 février : Léon Louis Charles Roux, peintre français (° 15 juillet 1899),
- 1er mars : Jaro Hilbert, peintre, dessinateur et sculpteur français (° 24 juin 1897),
- 2 mars : Willy Mucha, peintre français d'origine polonaise (° 16 avril 1905),
- 12 mars : Vytautas Kasiulis, peintre figuratif lituanien de l'École de Paris (° 23 avril 1918),
- 3 avril : Francis Meunier, peintre surréaliste français (° 4 novembre 1924),
- 4 avril :
  - Moses Bagel, peintre et illustrateur lituanien (° 24 juin 1908),
  - Antoine Heitzmann, peintre et maître-verrier français (° 15 août 1910),
- 17 avril : Pavel Canda, peintre juif d'origine tchécoslovaque (° 2 février 1930),
- 19 avril :
  - Vladimir Moulin, peintre français (° 6 décembre 1921),
  - Daniel Octobre, peintre, graveur, émailleur et céramiste français (° 10 décembre 1903),
- 20 avril : Gabriel Arnaud, illustrateur, peintre, romancier et chansonnier français (° 12 juin 1920),
- 1er mai : Louis Bénisti, peintre et sculpteur français (° 15 mai 1903),
- 2 mai : Germaine Gardey, peintre française (° 21 août 1904),
- 6 mai : Antoine Serra, peintre et graveur français d'origine sarde (° 8 mars 1908),
- 11 mai : José T. Joya, peintre et graveur philippin (° 3 juin 1931),
- 13 mai : Bernard Conte, peintre français (° 22 juillet 1931),
- 15 mai :
  - Édouard Dermit, acteur et peintre français (° 18 janvier 1925),
  - Jean-Adrien Mercier, peintre, affichiste et illustrateur français (° 12 août 1899),
- 27 mai :
  - Jan Meyer, peintre, lithographe et graveur au carborundum néerlandais (° 13 décembre 1927),
  - Jean Vénitien, peintre français (° 8 mars 1911),
- 30 mai :
  - Anne Français, peintre, aquarelliste, pastelliste et lithographe française (° 30 mai 1909),
  - Jean Gaston Mantel, peintre français (° 15 septembre 1914),
- 30 juin : Roger Chapelet, peintre de marine et affichiste français (° 25 septembre 1903),
- 1er juillet : Antoine Ferrari, peintre français (° 1er février 1910),
- 7 juillet : Jacky Chevaux, peintre, graveur et illustrateur français (° 14 septembre 1943),
- 12 juillet : Maurice Rocher, peintre expressionniste français (° 1er août 1918),
- 19 juillet : Michael Andrews, peintre britannique (° 30 octobre 1928),
- 20 juillet : Jacques Lagrange, peintre, graveur et scénariste français (° 28 juillet 1917),
- 22 juillet : Jean-Claude Libert, peintre cubiste et abstrait français de la nouvelle école de Paris (° 6 mars 1917),
- 2 août : Camille Leroy, peintre français (° 30 avril 1905),
- 17 août :
  - Pierre Cavellat, magistrat, peintre et céramiste français (° 4 décembre 1901),
  - Jaroslav Papoušek, peintre, sculpteur, écrivain et réalisateur tchécoslovaque puis tchèque (° 12 avril 1929),
- 21 août : Fernand Herbo, peintre et lithographe français (° 18 mars 1905),
- 28 août : Madeleine Fié-Fieux, peintre française (° 23 septembre 1897),
- 31 août : Horst Janssen, dessinateur, graveur, lithographe, affichiste et illustrateur allemand (° 14 novembre 1929),
- 15 septembre : Rien Poortvliet, illustrateur et peintre néerlandais (° 7 août 1932),
- 15 octobre : Michel Journiac, artiste français (° 7 octobre 1935),
- 22 octobre : Tarcisio Merati, peintre italien (° 27 mai 1934),
- 3 novembre : Arsène Sari, peintre français (° 7 octobre 1895),
- 5 novembre : Joan Ainaud de Lasarte, historien de l'art et critique d'art espagnol (° 25 mars 1919),
- 12 novembre : Aymar de Lézardière, peintre, dessinateur, graveur à l'eau-forte et à la pointe sèche, aquarelliste et illustrateur français (° 14 novembre 1917),
- 23 novembre : Slavko Kopač, peintre, sculpteur et céramiste franco-croate (° 21 août 1913),
- 28 novembre :
  - Hugo Demarco, peintre argentin (° 13 juillet 1932),
  - Roberto Sambonet, designer, architecte et peintre italien (° 2 janvier 1924),
- ? novembre : Niculaï Florin Georgescu, peintre roumain (° 8 avril 1946),
- 5 décembre : Jacques Despierre, peintre français (° 7 mars 1912),
- 19 décembre : François Herr, peintre et architecte français (° 29 janvier 1909),
- 28 décembre : Edmond Boissonnet, plasticien français (° 20 juillet 1906),
- ? :
  - Jean-Yves Couliou, peintre français (° 18 octobre 1916),
  - Robert Marciat, peintre paysagiste belge (° 1925).
  - Jorj Morin, peintre et graveur français (° 4 octobre 1909),
  - Waichi Tsutaka, peintre abstrait japonais (° 1911).